# Терак (район Рудаки)
Терак (тадж. Терак) — село в районе Рудаки Республики Таджикистан. Входит в состав джамоата (сельской общины) Лохур района Рудаки.
Находится на расстоянии 28 км от райцентра (пгт. Сомониён) и 16 км от центра общины (село Лохур).
Население — 252 чел. (2017).